# Bonne de Pons d'Heudicourt
Ej att förväxla med: Anne-Lucie de La Mothe-Houdancourt

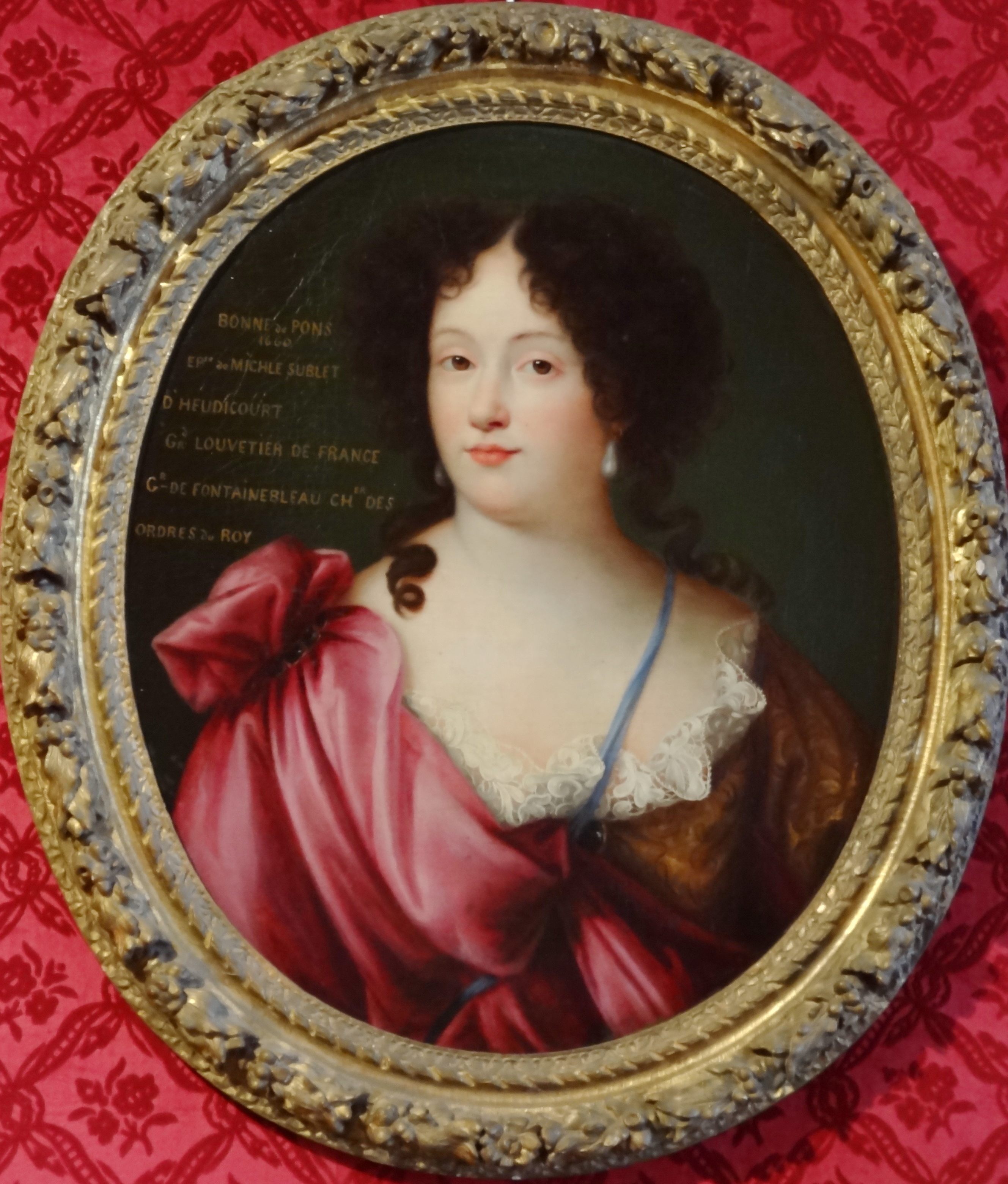
Bonne de Pons (1660), musée Mandet.

Bonne de Pons, markisinnan d'Heudicourt, eller Madame d'Heudicourt, född 1641 i Poitou, död 24 januari 1709 i Versailles, var en fransk hovdam, mätress till Ludvig XIV av Frankrike under år 1665. Hon var även känd som Grande Louve ("Den stora vargen") eftersom hennes make kallades Grand Louvetier de France ("Frankrikes varg"). 

## Biografi
Bonne de Pons var dotter till hovmannen Pons de Pons, baron de Bourg-Charente, och Elisabeth de Puyrigaud. Hon var brorsdotter till César d'Albret, marskalk d'Albret, och kusin till Madame de Montespan och Marie-Anne de La Trémoille. 
Hon var född som protestant men konverterade till katolicismen.
Genom sin farbror marskalk d'Albrets kontakter utsågs hon 1661 till hovfröken hos den nya drottningen Maria Teresia av Spanien. Hon beskrivs som "vacker som en dag", och hon hade en kortvarig förbindelse med kungen samtidigt som hans förhållande med Louise de La Vallière. Änkedrottning Anna av Österrike uttryckte kritik mot Bonne, och Bonnes familj såg då till att genast föra bort henne från hovet med sjukdom i familjen som ursäkt. Hon gifte sig sedan 1666 med hovjägmästaren markis Michel Sublet d'Heudicourt. Efter sitt giftermål kunde hon återvända till hovet, där hennes kusin Madame de Montespan under tiden hade blivit kungens mätress. 
Hon var bekant med Madame de Maintenon, och uppges 1669 ha övertalat denna att anta erbjudandet att bli guvernant åt kungens utomäktenskapliga barn med Madame de Montespan. För att bättre dölja situationen utnämndes Madame de Maintenon officiellt även till guvernant åt Bonnes egen dotter Louise, och hon och hennes dotter följde ofta med Madame de Maintenon när denna tog med sig kungens hemliga barn till hovet för att träffa sina föräldrar. 
År 1671 ertappades hon med att avslöja kungens ännu officiellt hemliga förhållande med Madame de Montespan och hans hemliga barn med henne i brev adresserade till markisen av Béthune, och för skvaller om marskalk d'Albret och Madame Scarron, och förvisades från hovet av kungen. 
Bonne de Pons tilläts år 1677 återvända till hovet tack vare Madame de Maintenon, som ansåg sig stå i skuld till henne, och som sedan var hennes alltmer inflytelserika beskyddare vid hovet.